# Будинок волосної управи (Ічня)
Будинок волосної управи або будинок школи, де навчався С. В. Васильченко — пам'ятка історії місцевого значення в Ічні. Наразі в будівлі розміщується автодорожня школа.

## Історія
Рішенням виконкому Чернігівської обласної ради народних депутатів від 31.05.1971 № 640 надано статус «пам'ятника історії місцевого значення» з охоронним № 640 під назвою «Будинок школи, де навчався С. В. Васильченко (Панасенко) (1879—1932 рр.) — український радянський письменник».

## Опис
Будинок побудований в останній третині ХІХ століття для волосної управи. Двоповерховий, кам'яний, прямокутний у плані будинок, з дерев'яною верандою. З 1880 року у будівлі розміщувалася школа. У період 1888—1895 років тут навчався Степан Васильченко — український радянський письменник.
Іменем поета названо вулицю в Чернігові. Встановлено меморіальні дошки в Ічні (на будинку, де народився і вдома, де навчався), пам'ятник у Ічні.
1967 року на фасаді колишньої школи встановлено меморіальну дошку С. В. Васильченка (білий мармур).